# Capitale de la France
La Constitution de la Ve République ne définit pas la capitale de la France. Cependant, le statut hors-norme de Paris, son importance tant sur le plan politique que culturel et sa valeur de symbole la désignent de manière incontestable comme capitale depuis le XIIe siècle. De plus, l'arrêté du 4 novembre 1993 relatif à la terminologie des noms d'États et de capitales définit pour la France Paris comme « capitale ou siège du gouvernement ». Cet arrêté abroge l'arrêté du 14 octobre 1985 relatif à la terminologie des noms d'États et de capitales, qui définissait aussi Paris comme capitale de la France. En outre, bien d'autres organismes internationaux considèrent Paris comme la capitale de la France, en premier lieu l'ONU et l'UE. D'abord résidence principale des rois capétiens, puis siège des principales institutions administratives du Royaume puis de la République, elle est depuis le Moyen Âge la ville la plus peuplée et la capitale intellectuelle et culturelle du pays. Différentes villes de France ont cependant pu, par le passé, prendre un rôle politique de premier plan, voire remplacer provisoirement Paris comme capitale politique.

## Définition

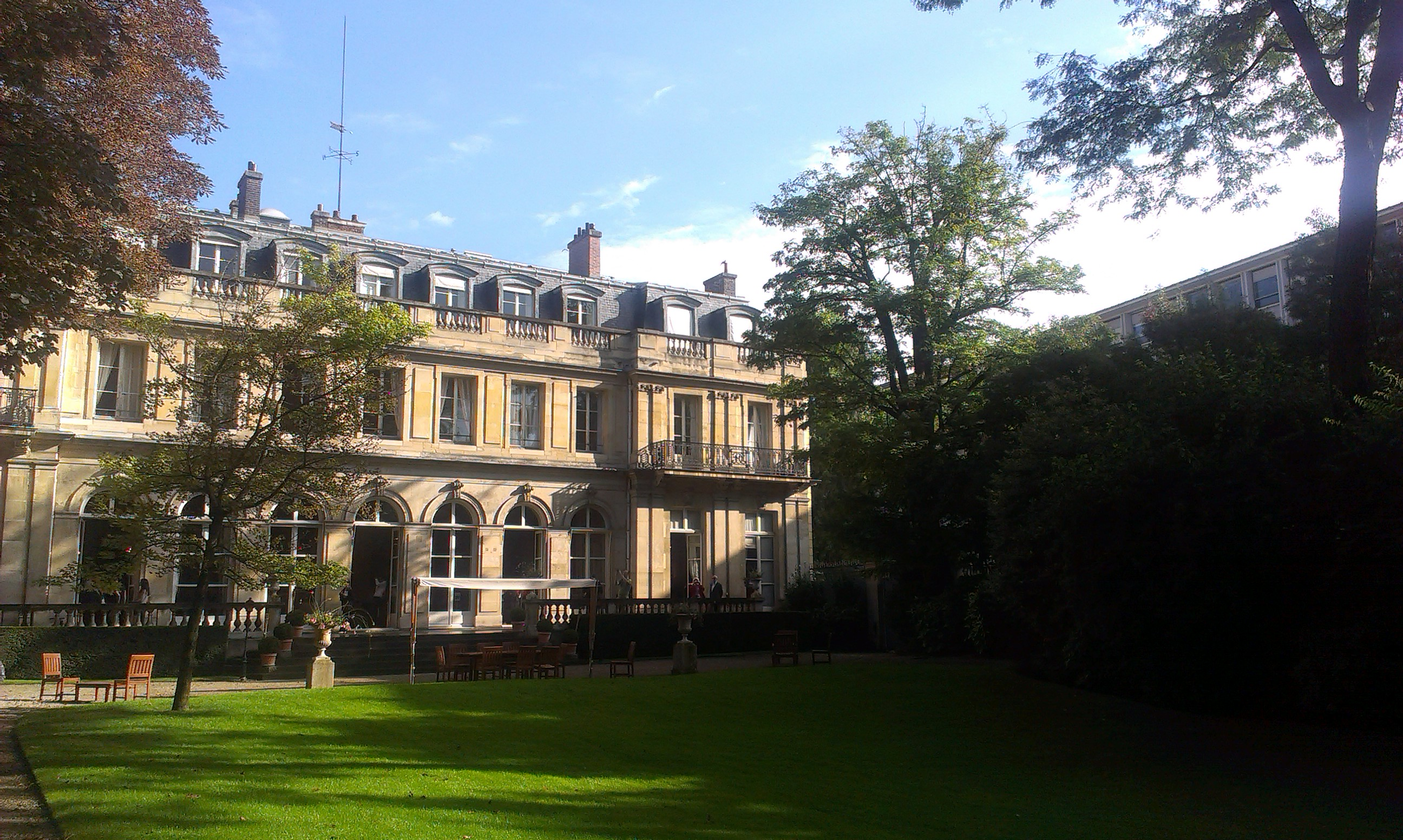
L'Hôtel de Matignon à Paris, siège du chef du gouvernement de la France.

Le Trésor de la langue française informatisé (TLFi) donne la définition suivante du terme « capitale » : « Ville principale d'un État, d'une province ou d'une étendue de pays qui est le siège du gouvernement et/ou de l'administration centrale ». Il s'agit d'une définition large, dont les attributions peuvent varier d'un pays à l'autre. On retient généralement le rôle de capitale politique dans cette définition, encore que ce ne soit pas toujours le cas ; ainsi, si Amsterdam est constitutionnellement capitale des Pays-Bas et résidence royale, la capitale politique en est, de fait, La Haye, siège du gouvernement et du parlement. De même, si la capitale d'un État est aussi très souvent sa ville la plus peuplée, ce n'est pas toujours le cas. Toujours selon le Trésor de la langue française informatisée, le substantif « capitale » apparait en français pour la première fois en 1509, mais l'usage de l'expression « ville capitale » était connue depuis 1416 au moins. Son emploi fait suite à celui de sedes regni et caput regni que l'on voit apparaître au Moyen Âge pour désigner Paris. C'est le moine Rigord qui emploie le terme de caput regni pour la première fois dans ses Gesta Philippi, puis Guillaume le Breton dans sa Philippide en 1224. Dès la fin du XIIe siècle, Paris cumule tous les attributs de la capitale dans sa conception actuelle : siège politique, ville la plus peuplée du pays, centre culturel majeur. Au cours des siècles, elle acquiert un statut symbolique qui l'identifie à la nation tout entière, statut qu'illustre cette citation célèbre de Montaigne : « Paris a mon cœur dès mon enfance. Je ne suis français que par cette grande cité. Grande surtout et incomparable en variété. La gloire de la France et l'un des plus nobles ornements du monde ».

## Histoire

### Haut Moyen Âge
Les rois mérovingiens ont gardé l'habitude des empereurs romains de siéger dans les grandes cités. Si les histoires médiévales situent le premier siège politique des Francs, avant leur arrivée sur le territoire de l'Empire romain, dans la capitale semi-légendaire de Dispargum (que d'aucuns identifient Duisburg en Belgique ou à Duisbourg en Allemagne), le premier siège du roi Clovis est situé à Soissons. Après la conquête du royaume de Syagrius, il fixe sa capitale à Paris, qui conserve pendant toute la période mérovingienne une valeur symbolique, en tant que capitale du premier roi franc et de sainte Geneviève. Ainsi, lorsque les fils de Clovis se partagent le royaume, ils conservent Paris comme capitale indivise. Chaque royaume a cependant une capitale propre : Soissons ou Rouen pour la Neustrie, Reims puis Metz pour l'Austrasie, Chalon-sur-Saône pour la Bourgogne. Ces capitales n'ont cependant pas les mêmes attributs que les capitales de l'Antiquité ou des capitales modernes ; il s'agit essentiellement de résidences royales.
Les derniers rois mérovingiens et les rois carolingiens abandonnèrent progressivement cette habitude de siéger dans une seule ville capitale pour privilégier des palais ruraux au centre de grands domaines, leur permettant de disposer de ses ressources, inaugurant une tradition qui se maintiendra jusqu'à la période moderne, celle des cours itinérantes. Aucun roi carolingien ne fixera durablement son siège dans une ville principale. Aix-la-Chapelle, siège du principal palais de Charlemagne, n'est pas son seul lieu de résidence, et la ville en elle-même est alors de taille très modeste.

### Émergence de Paris comme capitale

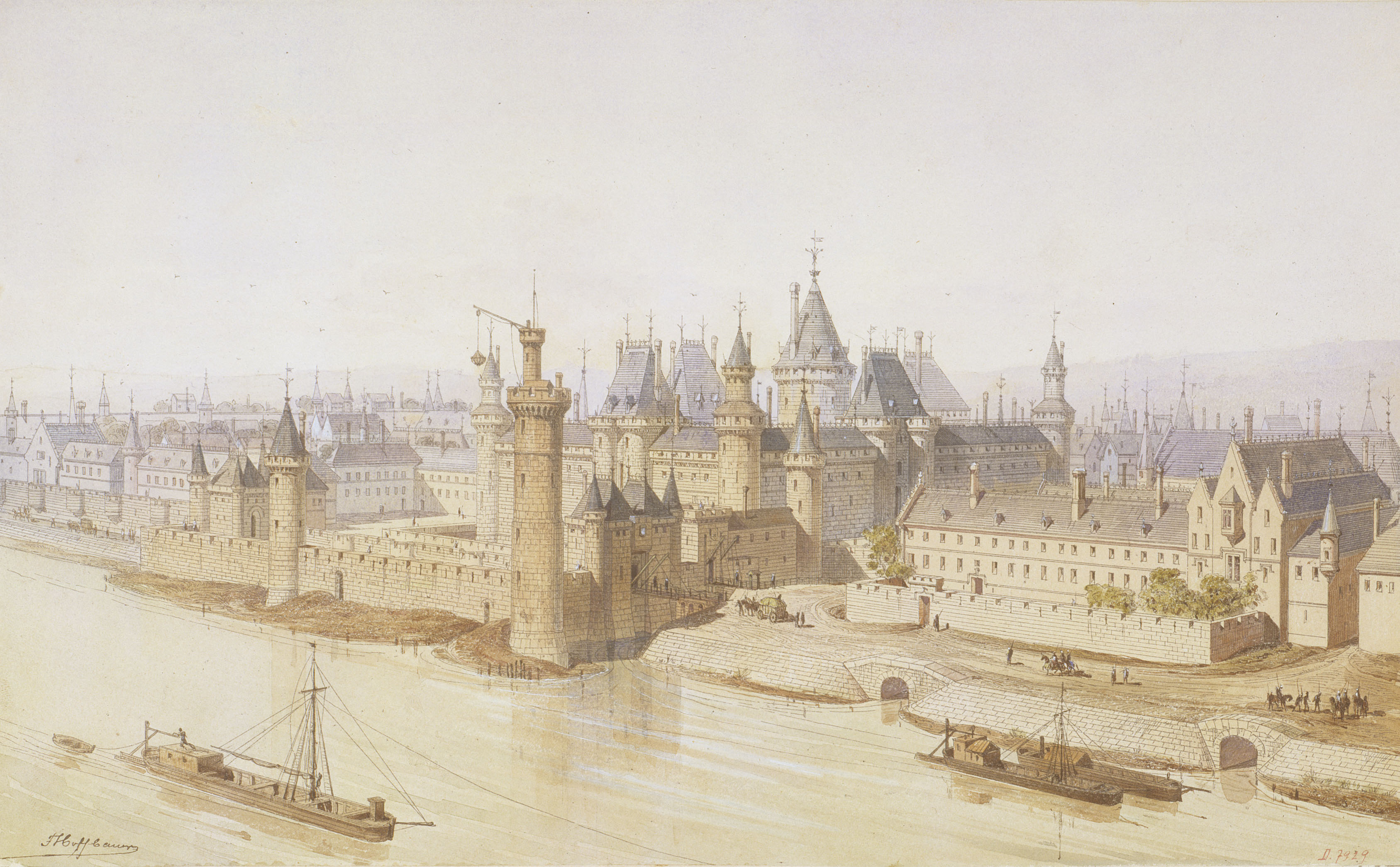
Le Louvre sous Charles V, vers 1380.

L'avènement des Capétiens et le resserrement de leur action sur le domaine royal favorise à nouveau Paris. Pour les premiers Capétiens, Paris n'est qu'une des nombreuses résidences à sa disposition, comme Orléans ou Compiègne, mais l'importance économique prise par Paris se ressent dès la fin du XIIe siècle. L'action de Philippe Auguste est de ce point de vue déterminante, avec la construction du Louvre, l'installation définitive des archives royales au Palais de la Cité, ainsi qu'avec la sédentarisation de la Curia regis qui deviendra le Parlement. Paris reste siège du Parlement, et par la suite de la Chambre des comptes et de la Cour des Aides.
La guerre de Cent Ans oblige le gouvernement royal à se déplacer à Bourges et dans ses châteaux de Touraine. De 1420 (prise de Paris par les Bourguignons et les Anglais) à 1436 (reprise de Paris par les troupes franco-bourguignonnes), Charles VII, duc de Berry, dauphin puis roi de France, se serait vu attribuer le surnom péjoratif de « roi de Bourges » par ses adversaires anglais, ce qui conduit certains auteurs à employer erronément la formulation « royaume de Bourges ».

### Capitale depuis la Renaissance
Aux XVe et XVIe siècles, la chancellerie royale désigne Paris comme « capitale de la France », même si elle n'est plus nécessairement le siège du pouvoir de décision . Durant cette période, Paris est en effet rarement résidence de la cour, qui séjourne essentiellement en Île-de-France et dans le Val de Loire, notamment autour de Blois qui fait désormais partie du domaine royal. Un projet de nouvelle capitale est même envisagé en 1516 à Romorantin (« nouvelle Rome », une Roma minor) suivant l'idée de Léonard de Vinci, mandaté par Louise de Savoie, mère de François Ier, afin d'aménager un grand domaine royal ; mais ce projet est rapidement abandonné, au profit du château de Chambord.
La décision politique de François Ier de fixer sa résidence à Paris dès 1528 ne la sédentarise pas pour autant, le rôle de Paris en tant que capitale n'est plus remis en cause, bien que la cour demeure itinérante. À partir du règne d'Henri III, le palais du Louvre devient la demeure royale principale, le roi y séjournant généralement pendant l’hiver jusqu'aux fêtes de Pâques.
La décision politique de Louis XIV de déplacer la cour à Versailles en 1682 n'a pas changé le statut de la capitale. Siège du pouvoir royal, Versailles n'est pourtant pas la capitale du royaume, et Louis XIV multiplie les symboles forts du pouvoir à Paris, à travers la construction de la colonnade du Louvre, ou la création de places royales (place Vendôme, place des Victoires). Le retour du roi à Paris en 1789 réaffirme le statut de capitale politique de Paris, qui se poursuit aujourd'hui.

## Résidences royales et sièges de la Cour
La tradition d'itinérance des cours royales n'est pas spécifique au royaume de France. Les rois anglais séjournent également dans diverses villes du royaume d'Angleterre, tout en maintenant leur capitale à Londres. Cette itinérance ne signifie en aucun cas, au moins pour la seconde partie du Moyen Âge et la période moderne, que la capitale est itinérante.
Même durant ces périodes d'itinérance, la cour siège souvent à Paris, et a même des périodes de sédentarisation, notamment au XIVe siècle, durant lequel le roi s'installe durablement dans sa capitale. S'il est impossible de retracer cette itinérance de cour, on peut citer les principaux lieux de résidences des rois, lorsque ceux-ci ont pu correspondre à l'installation d'un pouvoir politique durable.
| Période        | Ville                                           | Commentaire |
| -------------- | ----------------------------------------------- | --- |
| avant 431      | Dispargum                                       | Capitale semi-légendaire des Francs saliens avant leur installation dans l'Empire romain. Certains auteurs l'associent à Duysbourg (en néerlandais : Duisburg) en Belgique ou à Duisbourg (en allemand : Duisburg) en Allemagne, mais ces localisations sont conjecturales. |
| vers 431 - 508 | Tournai                                         | Première capitale connue des Francs saliens à partir de Clodion. Ce dernier conquiert la ville en profitant de la faiblesse de la défense romaine. Cette conquête est entérinée vers 448 par le général Aetius en échange du statut de peuple fédéré accepté par les Francs. |
| 486 - 508      | Soissons                                        | Soissons est de facto capitale des Francs saliens à la suite de la bataille de Soissons et de la conquête des dernières possessions gallo-romaines par Clovis. |
| 508 - 768      | Paris                                           | En 508, Clovis fait de Paris sa capitale. Il réside probablement au palais des Thermes aménagé dans les anciens bains publics romains. Il y décède en 511. Par la suite et malgré les fréquentes divisions du domaine mérovingien, Paris est toujours considérée comme le siège du royaume bien que le roi n'y séjourne pas forcément. |
| 511            | Orléans, Paris, Reims et Soissons               | À la mort de Clovis son royaume est divisé entre ses quatre fils : Thierry à Reims, Clodomir à Orléans, Childebert à Paris et Clotaire à Soissons. |
| 511 - 558      | Orléans, Metz, Paris et Soissons                | Thierry Ier transfère sa capitale de Reims à Metz, mieux située. |
| 558 - 561      | probablement Soissons                           | Le Royaume est à nouveau unifié par Clotaire Ier, déjà roi de Soissons depuis 511. Il y décède en 561. |
| 561 - 613      | Orléans, Paris, Reims et Soissons               | À la mort de Clotaire Ier son royaume est divisé entre ses quatre fils : Caribert à Paris, Gontran à Orléans, Sigebert à Reims et Chilpéric à Soissons. |
| 613 - 629      | Paris                                           | Clotaire II est seul roi des Francs à partir de 613, il fixe sa résidence principale à Paris. |
| 629 - 639      | diverses en région parisienne, notamment Clichy | Le roi Dagobert règne sur l'ensemble du royaume franc durant dix ans. Sa cour itinérante se déplace en région parisienne et privilégie en particulier le domaine de Clichy (appelée Clippiacum à l'époque). |
| 639 - 673      | Clichy et Metz                                  | À la mort de Dagobert son royaume est divisé entre ses deux fils : Sigebert à Metz et Clovis à Clichy. |
| 673 - 675      | vers Paris                                      | En 673 le royaume est à nouveau unifié par Childéric II. |
| 675 - vers 795 | diverses                                        | Chalon, Orléans, Metz, Paris et Soissons... |
| vers 795 - 843 | Aix-la-Chapelle                                 | Dans les années 790, Charlemagne décide de fixer le gouvernement du royaume (puis, à partir de 800, de l'Empire) à Aix-la-Chapelle. La ville est idéalement située au carrefour des routes commerciales ainsi qu'en Austrasie, berceau de sa famille. Il y fait bâtir son palais. |
| ?-987          | Laon                                            | À la fin de la dynastie carolingienne, Laon est fréquemment siège des derniers rois carolingiens,. |
| Ca. 900 - 1417 | Paris                                           | Résidence des rois de France, qui séjournent aussi fréquemment à Orléans, Compiègne et dans d'autres résidences d'Île-de-France |
| 1417-1422      | Troyes                                          | Durant une courte période pendant la guerre de Cent Ans, la ville fut le siège du gouvernement royal. |
| 1422-1498      | Tours                                           | Les rois de France, après avoir fui Paris durant la guerre de Cent Ans, s'installent en Touraine. Paris est reconquise par Charles VII en 1436, mais la ville s'est rétractée derrière ses murailles et sa population est tombée à environ 100 000 habitants ; elle reste toutefois la ville la plus peuplée du royaume. |
| 1498-1528      | Blois                                           | En 1498, Charles VIII meurt à Amboise sans descendants. Son cousin Louis XII, alors duc d'Orléans et comte de Blois, est couronné et établit sa cour au château de Blois qu'il modernise. S'ouvre la Renaissance en France. |
| 1528-1588      | Paris                                           | En 1528, François Ier décide de s'installer durablement à Paris et Fontainebleau. Toutefois, jusqu'au règne d'Henri III, les châteaux royaux du Val de Loire et d'Ile de France demeurent les principales résidences de la cour. |
| 1588-1594      | Tours                                           | À l'issue de la Journée des Barricades (1588), le roi Henri III chassé de Paris par les ligueurs, fit de Tours sa résidence principale. Une partie des parlementaires parisiens le suivirent dans son exil et formèrent le parlement de Tours pendant toute la durée de l'occupation de Paris. En 1589, la ville sert de base arrière pendant qu'Henri III et son successeur Henri IV assiégeaient Paris. La reine Louise de Lorraine-Vaudémont et le conseil royal, présidé par le cardinal de Vendôme, demeurait à Tours. |
| 1594-1682      | Paris                                           | |
| 1682-1715      | Versailles                                      | En 1682, Louis XIV fit de Versailles sa résidence. |
| 1715-1722      | Paris                                           | Durant la Régence, le Régent Philippe d'Orléans s'installe de nouveau à Paris. |
| 1722-1789      | Versailles                                      | |
| 1789-1792      | Paris                                           | Les 5 et 6 octobre 1789, une foule venue de Paris envahit le château et força la famille royale à retourner à Paris. L'Assemblée nationale constituante suivit le roi à Paris peu après. |

## Capitales provisoires depuis 1870
Dans les périodes de crise récentes, les différents gouvernements français ont eu à plusieurs reprises à se replier dans une autre ville, Paris étant ville occupée. Le statut symbolique de Paris comme capitale n'a pas pour autant été supprimé durant ces périodes.

### Guerre franco-allemande de 1870-1871
Pour des articles plus généraux, voir Guerre franco-allemande de 1870, Déroulement de la guerre franco-allemande de 1870 et Histoire de Bordeaux#Le XIXe siècle.
Pendant la guerre franco-allemande de 1870, Paris, Tours puis Bordeaux sont capitale de facto de la France, bien que la première reste de jure la capitale de l'Empire puis de la nouvelle République.
En effet, à la suite de la capture de Napoléon III par les Prussiens à l'issue de la bataille de Sedan (1er septembre 1870), le républicain Gambetta annonce la déchéance de l'empereur et proclame la IIIe République à l'hôtel de ville de Paris, le 4 septembre 1870. Il forme alors un gouvernement provisoire, le Gouvernement de la Défense nationale, sous la direction de Favre et du général Trochu, qui ordonne la résistance à outrance. Gambetta organise la résistance et quitte Paris en ballon le 7 octobre pour rejoindre à Tours l'antenne gouvernementale qui s'y était installée avant le blocus de Paris. Il y reconstitue alors trois armées (Nord, Loire et Est). Le gouvernement se replie ensuite à Bordeaux, qu'Alfred Chanzy rejoint plus tard et où ce dernier prône la poursuite de la résistance.
Finalement, à la suite de la défaite définitive de la France et la signature de l'armistice l'année suivante, Paris retrouve sa place de capitale nationale.

### Première Guerre mondiale
Pour des articles plus généraux, voir Première Guerre mondiale, Histoire de Bordeaux#Première Guerre mondiale et Arrière en France pendant la Première Guerre mondiale.
Pendant la Première Guerre mondiale, après la défaite de Charleroi en septembre 1914, Paris est de nouveau menacée par l’avancée des armées allemandes. Le gouvernement français (présidé par René Viviani) se replie vers Bordeaux le 2 septembre. La capitale girondine est alors très justement surnommée la « capitale tragique », étant pour la deuxième fois « capitale de guerre » de la France. Le gouvernement revient à Paris le 8 décembre 1914. En septembre 1914, 1 million de parisiens fuient la ville pour y revenir pour la plupart au cours des mois suivants après la victoire de la Marne.

### Seconde Guerre mondiale

#### Avant-guerre et début de la guerre
Le 10 juin 1940, face à l'arrivée des Allemands, le gouvernement français part à Tours puis continue sur Bordeaux. Le président de la République Albert Lebrun élit domicile à l’Hôtel de la Préfecture et l'ensemble du gouvernement ainsi que les autres personnages officiels, parmi lesquels le maréchal Pétain et le général de Gaulle, le suivent dans cette ville. Les forces ennemies entrent dans Paris le 14 juin, date à laquelle la « capitale maudite » devient, pour la troisième fois, capitale de facto de la République. Mais ce n'est que pour une quinzaine de jours, jusqu'au 28 juin 1940. À la suite de la signature le 22 juin 1940 à Rethondes de la convention d'armistice franco-allemande plaçant Bordeaux en zone occupée, l'armée allemande entre dans Bordeaux le 25 juin 1940. Le gouvernement du maréchal Pétain ne voulant pas gouverner la France depuis une ville occupée en part le 29 juin 1940. Il s'arrête à Clermont-Ferrand. Mais les capacités d'accueil de la ville se révèlent vite insuffisantes. Des ministères se retrouvent éparpillés dans d'autres villes de la région, dans des locaux souvent trop exigus et mal desservis. Pétain accepte alors d'aller s'installer à Vichy et les ministères y déménagent dans les premiers jours de juillet 1940, à l'exception de celui de l'armée qui restera à Clermont-Ferrand jusqu'en 1942.

#### État français: le «régime de Vichy»

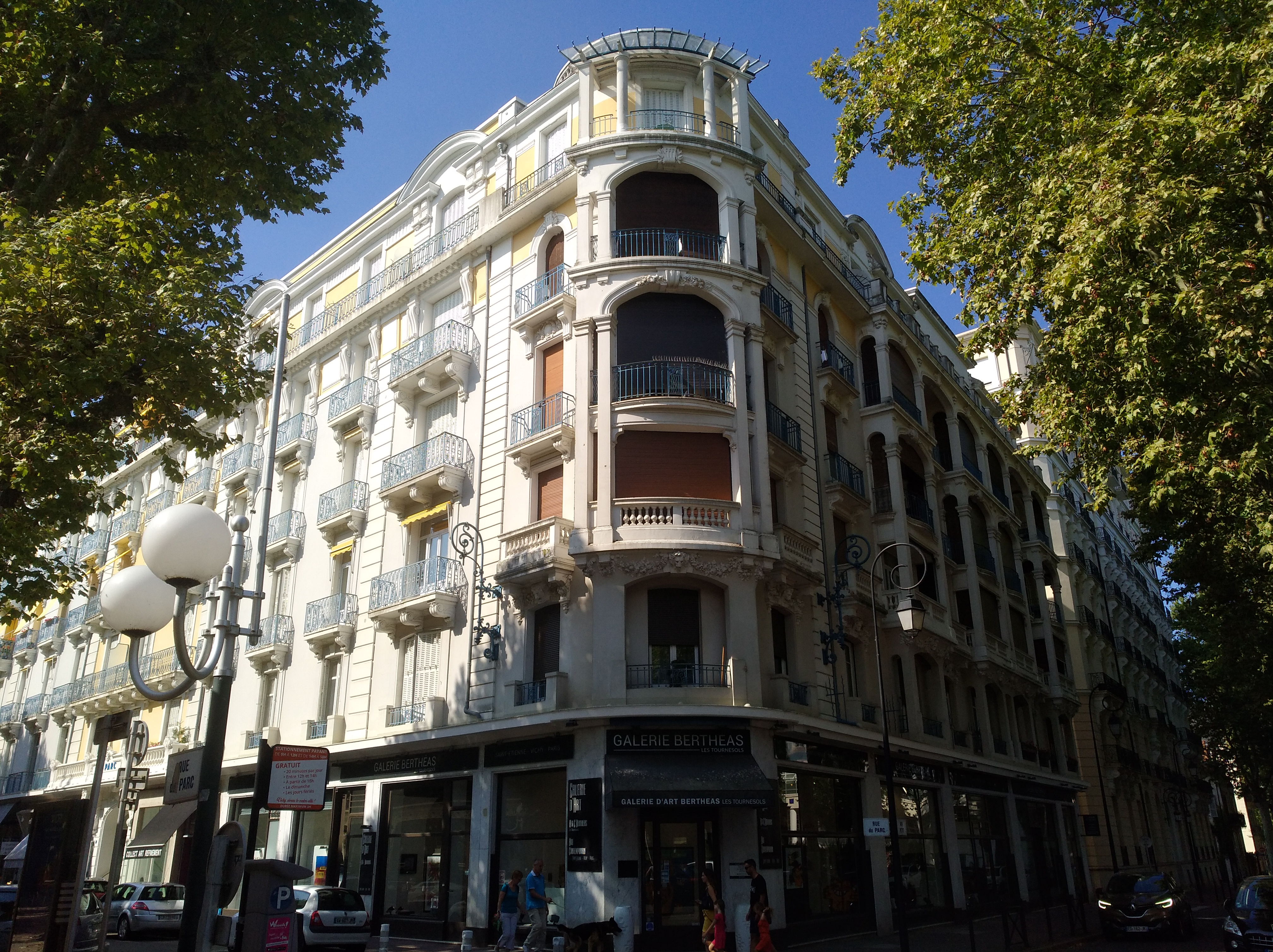
L'hôtel du Parc à Vichy.

Vichy est située en zone libre et offre l'avantage de comporter de nombreux hôtels pouvant accueillir les différents ministères et un central téléphonique moderne.
Par le vote du 10 juillet 1940 de la loi constitutionnelle donnant les pleins pouvoirs constituants au gouvernement Pétain, l’État français est substitué à la République française.
Vichy devient alors la nouvelle capitale de facto du pays, mais Paris reste toujours capitale de jure, le gouvernement ne souhaitant simplement pas siéger dans une ville occupée par les forces ennemies. Même après l'invasion de la zone libre en novembre 1942, Vichy restera le siège du gouvernement jusqu'au 20 août 1944, date à laquelle Pétain est emmené par les Allemands, contre son gré, à Sigmaringen en Allemagne. La commission gouvernementale qui y est constituée siégera à Sigmarigen jusqu'en avril 1945, où l'avancée des forces alliées en Allemagne met fin à son existence et à son rôle, resté théorique.

#### France libre, de l'exil au retour à Paris
Pendant ce temps, les forces en exil qui refusent la capitulation et décident de continuer le combat, emmenées en particulier par le général de Gaulle, partent dans un premier temps à Londres, où ce dernier effectue son appel du 18 juin, appelant à la poursuite des hostilités, fondant ainsi la France libre. La France libre est alors sans territoire. Cependant, divers territoires de l'Empire colonial se rallient rapidement au Général et notamment l'Afrique-Équatoriale française.

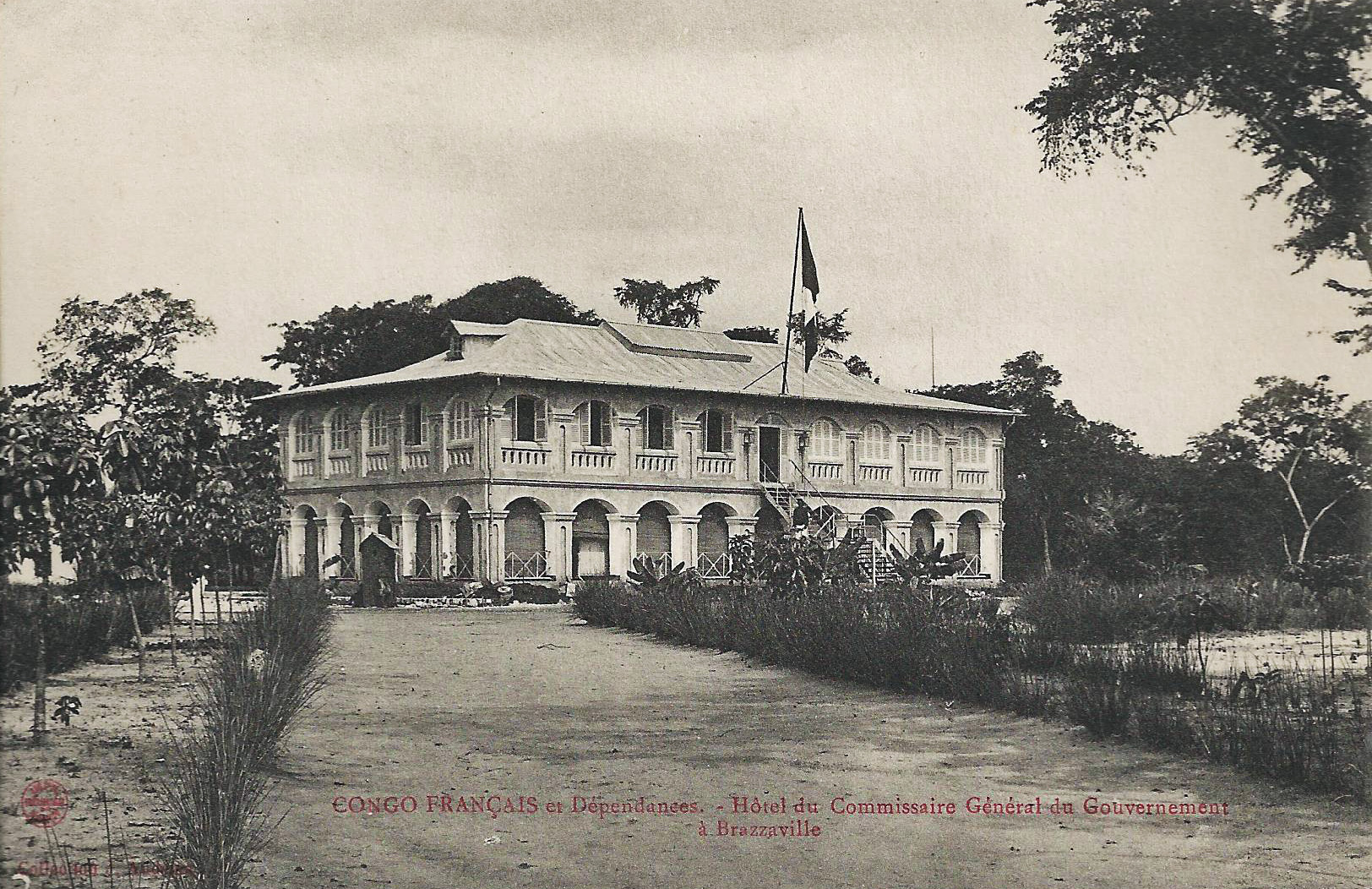
L'hôtel du Commissaire général du gouvernement à Brazzaville au début du XXe siècle.

L'homme que le Premier ministre britannique, Winston Churchill, reconnaît alors comme le chef des Français choisit Brazzaville pour être la « capitale de la France libre », le 26 octobre 1940, lors d'une tournée en Afrique,,,,, statut qu'elle gardera jusqu'en 1943.
Par le manifeste de Brazzaville du 27 octobre 1940 est créé le Conseil de défense de l'Empire, premier organe de décision de la France libre ; l'ordonnance prévoyant sa création prévoit que « le siège du Conseil de défense est placé où il convient pour exercer la direction de la guerre dans les meilleures conditions ». Cette instance servira de gouvernement de la France libre jusqu'en 1941 où ce rôle sera repris par le Comité national français créé par ordonnance le 24 septembre 1941.
Durant toute cette période, les instances de la France libre se réunissent à Londres, qui constitue donc également une sorte de capitale en exil de la France, mais la volonté du général d'avoir une capitale de la France sur le territoire national fait que Brazzaville est la capitale officielle (et non pas seulement de facto) de la France libre dans un premier temps.
À la suite de la libération d'une partie des territoires français d'Afrique du Nord grâce au débarquement allié des 7 et 8 novembre 1942, l'amiral François Darlan institue le Haut-commissariat de France en Afrique, basé à Alger, qui exerce son autorité sur l'Algérie, le Protectorat du Maroc, le Protectorat de Tunisie et l'Afrique-Occidentale française. Après l'assassinat de Darlan, le général Henri Giraud lui succède : en février 1943, le Haut-Commissariat est rebaptisé Commandement en chef français civil et militaire, qui cesse ensuite de reconnaître l'autorité de Vichy. Alger est donc également capitale de facto d'une instance des forces françaises de résistance.

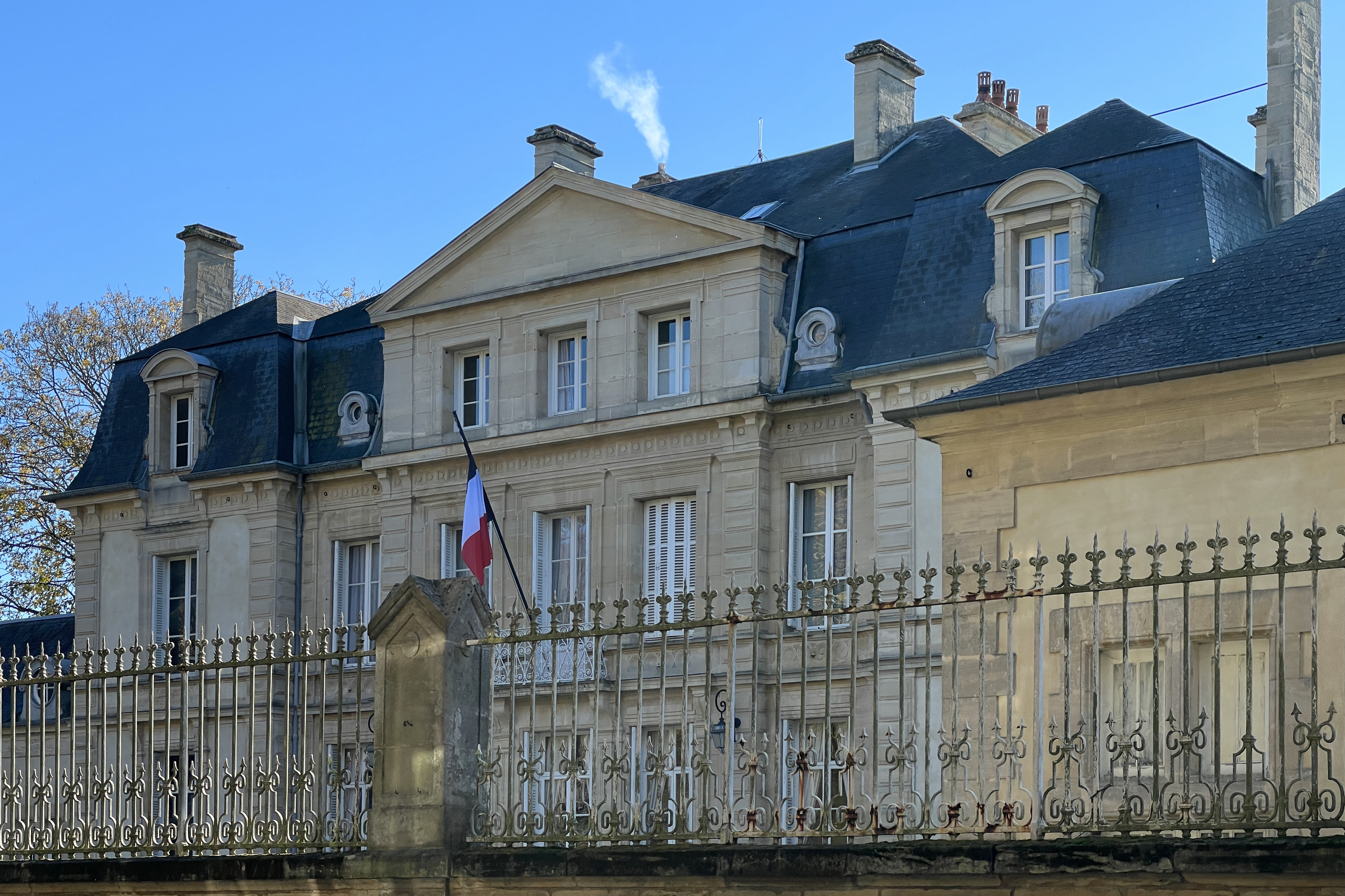
La sous-préfecture de Bayeux, siège du gouvernement provisoire de la République française de juin à août 1944.

Le 3 juin 1943, le Comité français de libération nationale (CFLN) est institué par l'« Ordonnance du 3 juin 1943 portant institution du Comité français de la Libération nationale » signée par de Gaulle et Giraud à Alger, menant à la fusion des deux autorités françaises participant à la guerre avec les Alliés, le Comité national français de Londres dirigé par le général de Gaulle, chef de la France libre, et le Commandement en chef français civil et militaire dirigé par le général Giraud, afin d'unifier l'effort de guerre français et de préparer la Libération. Le CFLN siège alors à Alger.
Le 3 juin 1944, soit un an tout juste après sa création, à Alger, le Comité français de libération nationale (CFLN) prend le nom de Gouvernement provisoire de la République française (GPRF),, la veille de l'arrivée du général de Gaulle en Grande-Bretagne, à l'invitation de Winston Churchill, quelques jours avant le débarquement de Normandie.
Dès la libération de Paris (25 août 1944), le GPRF s'installe définitivement dans la capitale le 31 août 1944 et gouverne la France jusqu'à l'adoption d'une nouvelle constitution.

### Depuis 1945
Depuis la libération de Paris le 25 août 1944 et le rétablissement de l'autorité républicaine sur l'ensemble du territoire français, Paris est le siège des pouvoirs constitutionnels. Avec l'avènement de la Cinquième République en 1958, une ordonnance législative a prévu que les deux chambres du Parlement siègent à Paris, mais aussi qu'en cas de nécessité le Gouvernement puisse transférer le siège des pouvoirs publics dans une autre ville, ce qui ne constituerait pas nécessairement un changement de capitale.

### Chronologie détaillée
| 1792-1871                         | Paris                                                                                       | |
| 1871-1879                         | Versailles                                                                                  | La Troisième République fit de Versailles le siège de son gouvernement en mars 1871 après que la Commune de Paris a pris le contrôle de Paris. Toutefois, dès 1872, le président de la République, Adolphe Thiers, réside quelquefois au Palais de l'Élysée à Paris où son successeur Patrice de Mac Mahon installe sa résidence en 1874. |
| 1879-1914                         | Paris                                                                                       | La Chambre des députés s'installe en 1879 au Palais Bourbon à Paris. |
| 2 septembre-8 décembre 1914       | Bordeaux                                                                                    | Le gouvernement français fut déménagé de Paris à Bordeaux pour une courte durée pendant la Première Guerre mondiale, de peur que Paris tombe rapidement aux mains des Allemands. Ces craintes se sont apaisées après que l'armée allemande a été repoussée à la première bataille de la Marne. |
| 1914-1940                         | Paris                                                                                       | |
| 10-13 juin 1940                   | Tours                                                                                       | Le gouvernement, fuyant l'avancée éclair des Allemands pendant la Seconde Guerre mondiale, s'arrête quelques jours à Tours avant de continuer vers Bordeaux. |
| 14-28 juin 1940                   | Bordeaux                                                                                    | Lors de la signature de l'armistice du 22 juin 1940, l'Allemagne inclut Bordeaux dans la zone occupée, ce qui oblige le gouvernement à quitter la ville. |
| 29 juin 1940 début juillet 1940   | Clermont-Ferrand                                                                            | Le gouvernement tente de s'installer à Clermont-Ferrand. Mais les capacités d'accueil de la ville se révèlent vite insuffisantes et il se transfère en quelques jours à Vichy, (sauf le ministère des armées). |
| début juillet 1940 - 20 août 1944 | Vichy (de facto, Régime de Vichy) Brazzaville (1940-1942), Alger (1942-1944) (France libre) | Paris reste la capitale officielle de la France mais, du fait de l'occupation allemande, le gouvernement de l'État français siège à Vichy. Alger devient la capitale de la France libre de 1942 à 1944 où convergeront sous l'égide du Comité français de libération nationale (CFLN) les deux autorités françaises engagées du côté allié : le Comité national français de Londres dirigé par le Général de Gaulle (chef de la France libre) et le Commandement en chef français civil et militaire dirigé par le général Giraud. Le Comité français de libération nationale (CFLN) prend le nom de Gouvernement provisoire de la République française (GPRF) le 3 juin 1944 et sera présidé par le Général De Gaulle. |
| De juin à septembre 1944          | Bayeux                                                                                      | Après le débarquement, Charles de Gaulle établit son Gouvernement provisoire dans l'actuelle sous-préfecture, le temps que les armées alliées puissent libérer Paris. |
| Depuis 1944                       | Paris                                                                                       | Avec la libération de Paris en 1944, Charles de Gaulle établit le Gouvernement provisoire de la République française, restaurant Paris en tant que capitale de la France. Elle accueille le siège de la présidence de la République au palais de l'Élysée, ceux du Premier ministre à l'hôtel de Matignon et des ministères ainsi que ceux des deux chambres formant le Parlement : l'Assemblée nationale au palais Bourbon et le Sénat au palais du Luxembourg. |